# Мэнтл, Энтони Дод
Энтони Дод Мэнтл (англ. Anthony Dod Mantle; род. 14 апреля 1955, Оксфорд, Оксфордшир, Великобритания) — британский кинооператор, лауреат нескольких престижных кинопремий, в том числе «Оскар» (2009).

## Биография
Родился в 1955 году в городе Оксфорд, Англия. Сын художницы, увлекался фотографией. Учился в Лондонском колледже коммуникаций на факультете фотографии (1980—1984) и в Датской киношколе (1985—1989). С 1985 года живёт в Копенгагене. Снял около сорока фильмов. Был оператором на трёх лентах «Догмы 95», работал с многими датскими и британскими режиссёрами, в том числе такими, как Ларс фон Триер, Дэнни Бойл и Томас Винтерберг. Известен благодаря работе с цифровой камерой. В частности, Мэнтл первым на британском телевидении использовал 35-миллиметровую цифровую камеру «Red One». Он является лауреатом нескольких кинопремий. За операторскую работу в фильме Ларса фон Триера «Догвилль» Мэнтл был удостоен премии «European Film Awards»; за фильм «Миллионер из трущоб» получил «Оскар», премию BAFTA и премию Американского общества кинооператоров.

## Избранная фильмография
- 1990 — Путешествие в день рождения / Kaj’s fødselsdag
- 1998 — Торжество / Dogme #1 — Festen
- 1999 — Последняя песнь Мифуне / Dogme #3 — Mifunes sidste sang
- 1999 — Ослёнок Джулиэн / Dogme #6 — Julien Donkey-Boy
- 2001 — Пылесосить голышом в раю / Vacuuming Completely Nude in Paradise (телефильм)
- 2002 — 28 дней спустя / 28 Days Later…
- 2003 — Всё о любви / It’s All About Love
- 2003 — Догвилль / Dogville
- 2004 — Миллионы / Millions
- 2005 — Дорогая Венди / Dear Wendy
- 2005 — Мандерлей / Manderlay
- 2005 — Братья Рок-н-Ролл / Brothers of the Head
- 2006 — Последний король Шотландии / The Last King Of Scotland
- 2007 — Возвращение домой / En mand kommer hjem
- 2008 — Брак по-исландски / Sveitabrúðkaup
- 2008 — Миллионер из трущоб / Slumdog Millionaire
- 2009 — Антихрист / Antichrist
- 2010 — 127 часов / 127 Hours (вместе с Энрике Чедьяком)
- 2011 — Орёл Девятого легиона / The Eagle
- 2012 — Судья Дредд 3D / Dredd
- 2013 — Транс / Trance
- 2013 — Гонка / Rush
- 2015 — В сердце моря / In the Heart of the Sea
- 2016 — Такой же предатель, как и мы / Our Kind of Traitor
- 2016 — Сноуден / Snowden
- 2017 — T2: Трейнспоттинг / T2 Trainspotting
- 2017 — Сначала они убили моего отца /  First They Killed My Father: A Daughter of Cambodia Remembers
- 2017 — Интервью с Путиным / The Putin Interviews
- 2018 — Курск / Kursk
- 2019 — Опасный элемент / Radioactive
- 2025 — 28 лет спустя / 28 Years Later